# Kengetal (statistiek)
Een kengetal is in de beschrijvende statistiek een getal dat een eigenschap van een steekproef of een gegevensverzameling (dataset) samenvat. Kengetallen zijn vergelijkbaar met parameters in de mathematische statistiek. Met weinige kengetallen kan een overzicht van de verdeling van een grootheid over de data verkregen worden. 

## Steekproef
Kengetallen voor een steekproef zijn onder andere: centrummaat, spreiding, scheefheid en kurtosis.

### Centrummaat
Een centrummaat, liggingsmaat, centrumgetal of centrale tendens geeft een indruk van het midden van een hoeveelheid gegevens, bijvoorbeeld een steekproef. 
Voorbeelden van kengetallen zijn:
- rekenkundig gemiddelde
- kwantielen, zoals:
  - decielen (0,1-kwantiel)
  - kwartielen (0,25-kwantiel)
  - mediaan (0,5-kwantiel)
  - percentielen (0,01-kwantiel)
- modus

### Spreiding
Spreiding is een maat voor onderlinge verschillen van de mogelijke waarden van een stochastische variabele. Voorbeelden zijn:
- variantie
- standaardafwijking of standaarddeviatie
- variatiecoëfficiënt
- interkwartielafstand
- spreidingsbreedte (maximum − minimum)

### Verder
- scheefheid, een maat van asymmetrie
- kurtosis, welving of gewelfdheid